# Portada/article gener 26

## Apol·lo
L'apol·lo (Parnassius apollo) és un lepidòpter ropalòcer de la família Papilionidae. Es tracta d'una espècie tradicionalment associada a hàbitats de muntanya. Les seves poblacions s'estenen per una bona part d'Europa i d'Àsia, i es distribueixen per la majoria de les grans regions muntanyoses del Vell Continent fins al Tian Shan (Xina) i l'oest de Sibèria. A pesar de l'amplitud d'aquesta distribució, rara vegada és comuna.